# Doyle Bramhall

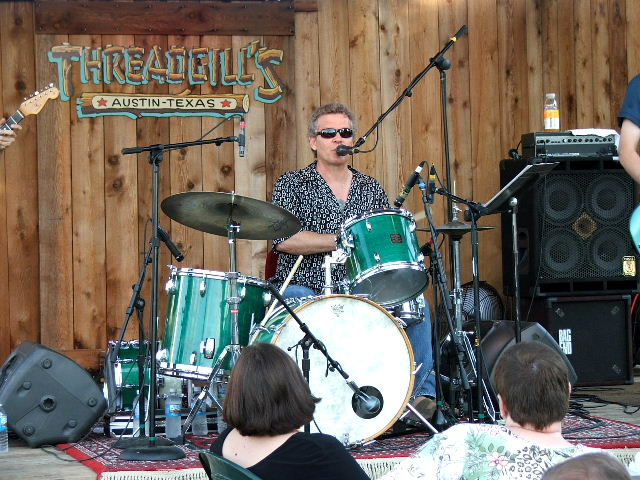
Doyle Bramhall (2005)

Doyle Bramhall (* 17. Februar 1949 in Dallas, Texas; † 12. November 2011 in Alpine, Texas) war ein US-amerikanischer Bluesrock-Gitarrist, -Sänger und -Schlagzeuger.

## Leben
Doyle Bramhall wuchs in Dallas auf, wo er sich einer Blues-Band namens The Nightcaps anschloss. Zu seinen frühen Einflüssen zählen Ray Charles, Jimmy Reed und Bobby "Blue" Bland. Auf der Oberschule schloss er sich dann den Chessmen an, bei denen er Jimmie Vaughan kennenlernte. Bramhall spielte auch in Vaughans nächster Band Storm, wo er auf Vaughans kleinen Bruder Stevie Ray Vaughan traf, mit dem er wiederum die Nightcrawlers gründete. In dieser Zeit schrieben SRV und Bramhall zusammen Dirty Pool, einen Song, den man auf Stevie Ray Vaughans Debütalbum Texas Flood hören kann. Bramhall schrieb auch für viele andere von Vaughans Alben Songs. Auch auf dem Album Family Style von den Vaughan Brothers befinden sich drei Bramhall-Songs. Außerdem spielt Bramhall auf dem Album Schlagzeug.
In den frühen 1980ern war Bramhall Schlagzeuger für Marcia Ball und Mason Ruffner und begann nun auch erstmals Solo-Aufnahmen zu machen. Sein Solo-Debüt Bird Nest on the Ground sollte aber erst 1994 auf dem Markt kommen. Auf dem Album spielt unter anderem auch Bramhalls Sohn Doyle Bramhall II von den Arc Angels. Bevor 2003 Bramhalls zweites Album Fitchburg Street erschien, arbeitete er mit Jennifer Warnes zusammen.